# Marthe Cosnard
Pour les articles homonymes, voir Cosnard.
Marthe Cosnard, baptisée à Sées (Orne) le 14 avril 1614 et morte après 1659, est une dramaturge française, auteure d’une tragédie chrétienne intitulée les Chastes Martyrs. 

## Biographie
Elle fit partie du Cercle des femmes savantes de Jean de la Force qui la surnomma Candace. Son choix de rester vierge lui valut, également, de son vivant le titre de Vierge de Sées.
Issue d’une famille dont les membres exercèrent à partir du XVe siècle diverses professions libérales — avocats, orfèvres, apothicaires, médecins —, elle fut élevée dans un milieu où le théâtre était particulièrement en honneur. En 1650, à l’âge de 36 ans, elle fit paraître sa tragédie sous le patronage de Pierre Corneille, qu’elle fréquenta vraisemblablement. Le dramaturge lui rendit un vibrant hommage se terminant par ces vers :
Ne te lasse donc point d’enfanter des merveilles,
De prêter ton exemple à conduire nos veilles,
Et d’aplanir à ceux qui l’auront imité,
Les illustres chemins à l’immortalité.

## Les Chastes Martyrs
Sa pièce est dédiée à Anne d’Autriche, épouse de Louis XIII. Le sujet en est emprunté à un roman chrétien de Jean-Pierre Camus,  l’Agatonphile, qui inspire également la première pièce de Françoise Pascal en 1655. Selon Léon de La Sicotière, l’influence de Polyeucte, paru en 1641, y est incontestable. La pièce, sans doute pas représentée, a été plusieurs fois réimprimée ou contrefaite, indiquant ainsi « un véritable succès de lecture et de librairie ».

## Autres textes
D’autres pièces de théâtre ont également été attribuées à Marthe Cosnard, mais sans preuves concluantes : Les Filles généreuses (non daté, voir Madame de Saint-Baslemont), le Martyre de Saint Eustache (1643) et le Martyre de Sainte Catherine (1649). 
Par contre, il serait avéré qu'elle soit auteure du recueil de pièces courtes La grande Bible renouvelée attribuée à tort à Françoise Pascal,.